# Вотивный образ Яна Очко из Влашима
«Вотивный образ Яна Очко из Влашима» (чеш. Votivní obraz Jana Očka z Vlašimi) — картина неизвестного по имени чешского художника, написана по заказу пражского архиепископа Яна Очко из Влашима около 1371 года и представляет собой живопись темперой на доске из липы размером 181 × 96 см. В настоящее время хранится в Национальной галерее в Праге. Одно из самых важных произведений готического искусства средневековой Чехии.

## Описание
Картина разделена на две части. В середине верхней части изображена Дева Мария с младенцем Иисусом. Богоматерь восседает на троне, покрытым золотой тканью, которую по сторонам поддерживают два ангела — справа в сине-золотом, слева в зелёно-золотом одеянии. Дева Мария в синем одеянии и плаще с зелёной обратной стороной. На ней корона, украшенная драгоценными камнями и золотой пояс. Плащ застёгнут на золотую застёжку. В левой руке она держит золотое яблоко. Правая рука укрыта плащом и поддерживает, сидящего на колене обнаженного младенца.
Слева перед Богоматерью, молящимся на коленях, изображён император Карл IV, за которым стоит святой Сигизмунд. Справа изображён молящимся на коленях сын императора, германский и чешский король Вацлав IV, за которым стоит его небесный патрон — святой Вацлав. У колен императора и его сына изображены их гербы.
В нижней части образа изображены святые, особенно почитаемые в Чешском королевстве: святой Прокоп, святой Адальберт, святой Вит и святая Людмила. В середине изображен молящимся на коленях заказчик образа, пражский архиепископ Ян Очко из Влашима. Он обращен лицом к святому Адальберту, ранее также бывшим пражским архиепископом. У колен заказчика изображен его герб.

## История
Вотивный образ был написан по заказу пражского архиепископа Яна Очко из Влашима для часовни во имя Девы Марии и чешских святых в замке в Роуднице-над-Лабем — летней резиденции архиепископов Праги. Картина была написана неизвестным автором в 1371 или 1378 году. Существует предположение, что над образом работали сразу два художника.